# 奥利亚纳
奥利亚纳，是西班牙加泰罗尼亚莱里达省的一个市镇。 总面积32平方公里，总人口1870人（2014年），人口密度58人/平方公里。